# San Francisco War Memorial Opera House

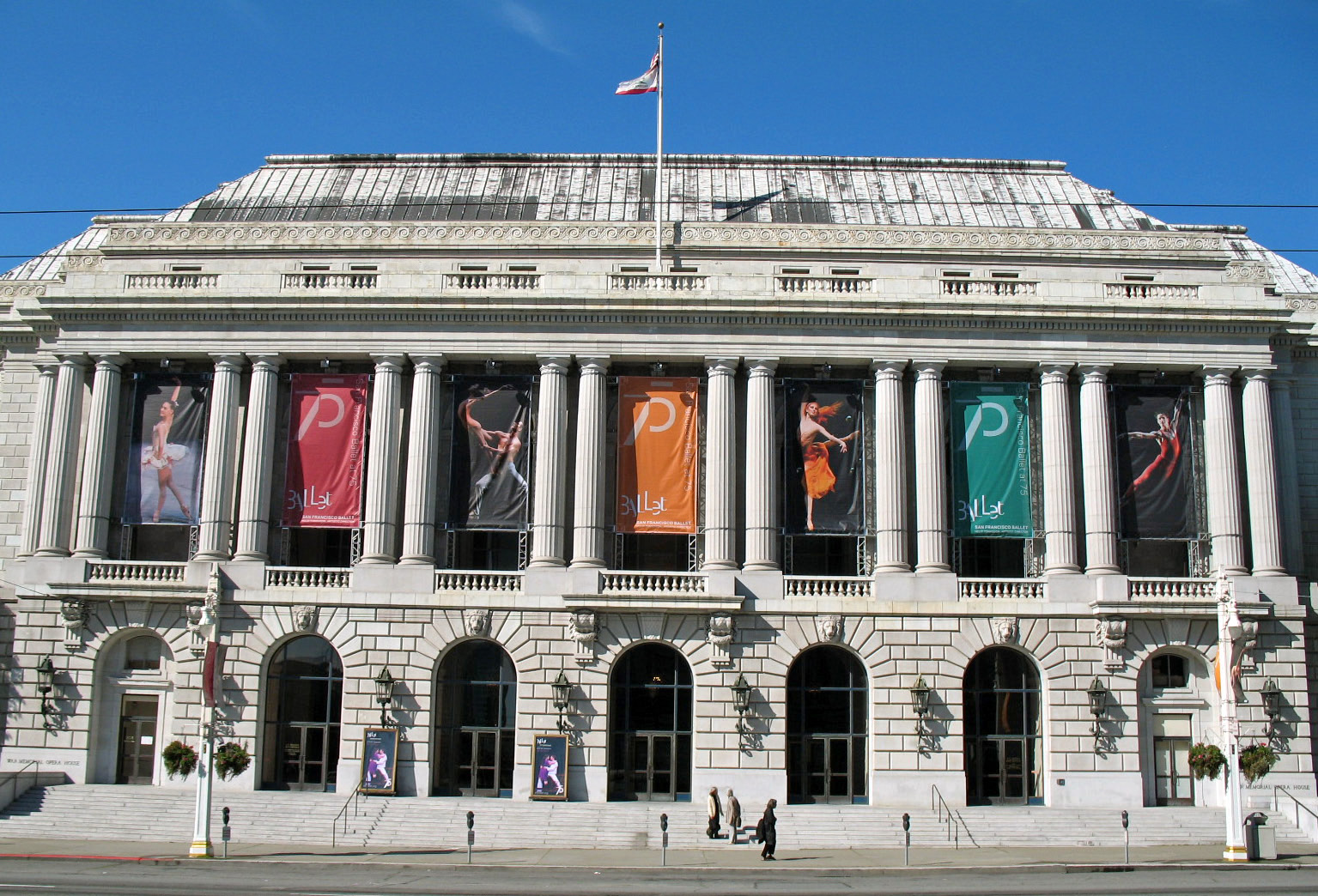
War Memorial Opera House

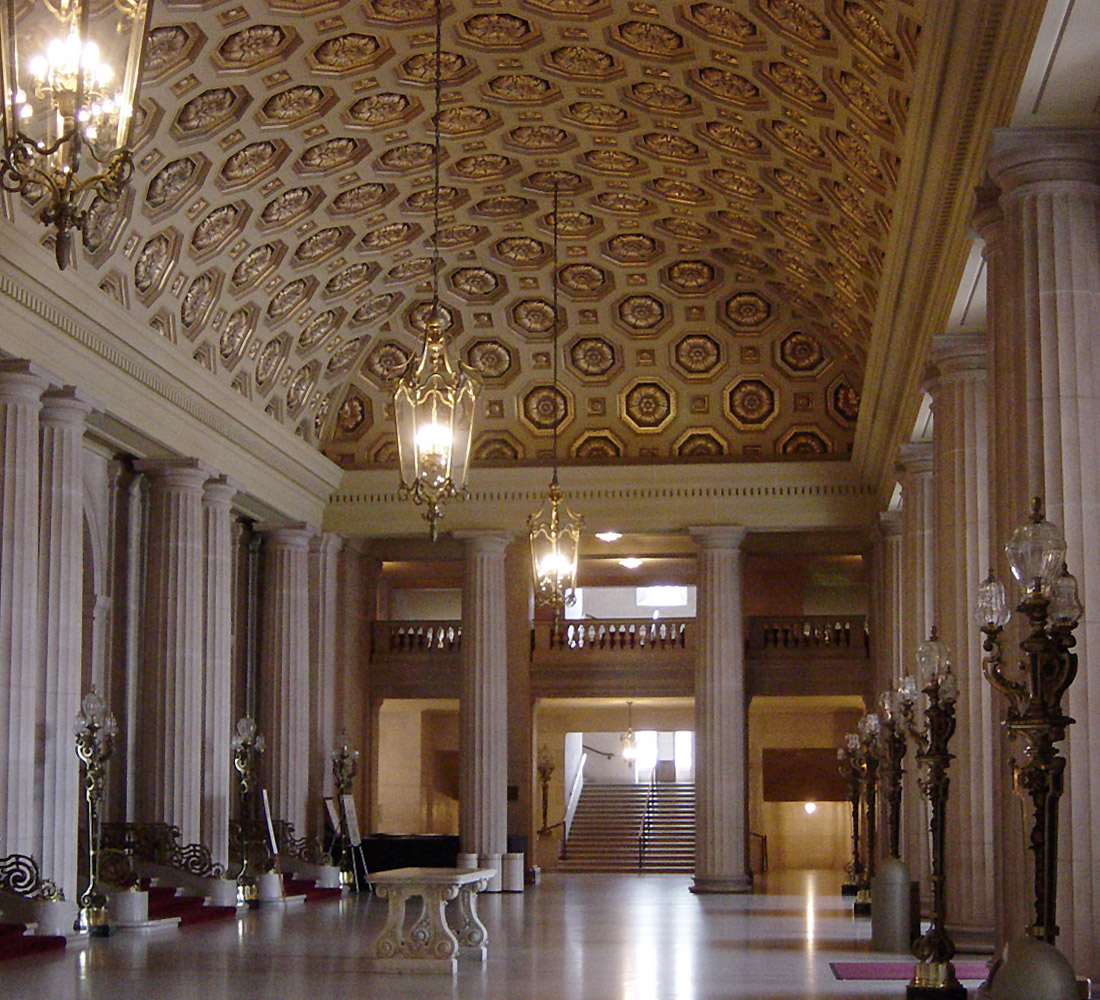
Le hall du War Memorial Opera House

Le San Francisco War Memorial Opera House est un bâtiment construit comme un théâtre pour y héberger le San Francisco Opera en 1932 et situé à San Francisco, aux États-Unis.

## Historique
C'est l'architecte Arthur Brown Jr de la compagnie Bakewell and Brown qui a élaboré les plans non seulement du War Memorial Opera House, mais aussi du City Hall, de la fameuse Coit Tower, du Veterans Building, du Temple Emmanuel, et le Federal Office Building.
Il fait actuellement partie d'un centre des arts scéniques nommé le San Francisco War Memorial and Performing Arts Center.
Destiné à la danse et à l'opéra, il est le lieu de résidence du San Francisco Ballet depuis 1972 et du San Francisco Opera.